# Academi

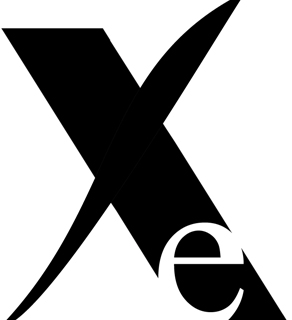
Logotipul

Blackwater (din engl. - Apă neagră, redenumită în 2009 - Xe Services LLC) este o companie militară privată. Oficial a fost înființată de Erik Prince și Al Clark în 1997. A fost redenumită Xe Services în 2009 și Academi din 2011. Neoficial, Blackwater reprezintă un program militar instituționat de către guvernul SUA pentru a înteprinde activitați asemeni celor ce se execută doar pentru sume financiare. Unele surse confirmă că în războiul din Irak angajații Blackwater au comis abuzuri grave, inclusiv uciderea civililor.

## Istoric
Programul a fost început la începutul anilor 1970, avându-și originea în activarea unor foști militari și membrii ale diferitelor trupe de elită în activități din medii militare din Statele Unite, precum și în alte țări de pe întreg globul. Blackwater desfășoară misiuni de luptă asigurând astfel suport combat-team echipelor speciale și securizează integritatea fizică a diferitelor persoane cu statut diplomatic și financiar ridicat. Blackwater are în cadrul administrației de conducere persoane specializate în domeniile militare și sociale, dar nu se cunosc date exacte despre poziția acestora sau a organismului de conducere.